# عثمان تشاقر
عثمان تشاقِر (بالتركية: Osman Çakır)‏, (ولد: 1 أغسطس 1964, «آقْتشاكوجا» في دوزجه, تركيا) سياسي تركي. ونائب سابق في البرلمان التركي في دورته (24) ممثلا عن حزب العدالة والتنمية.